# Årby, Eskilstuna

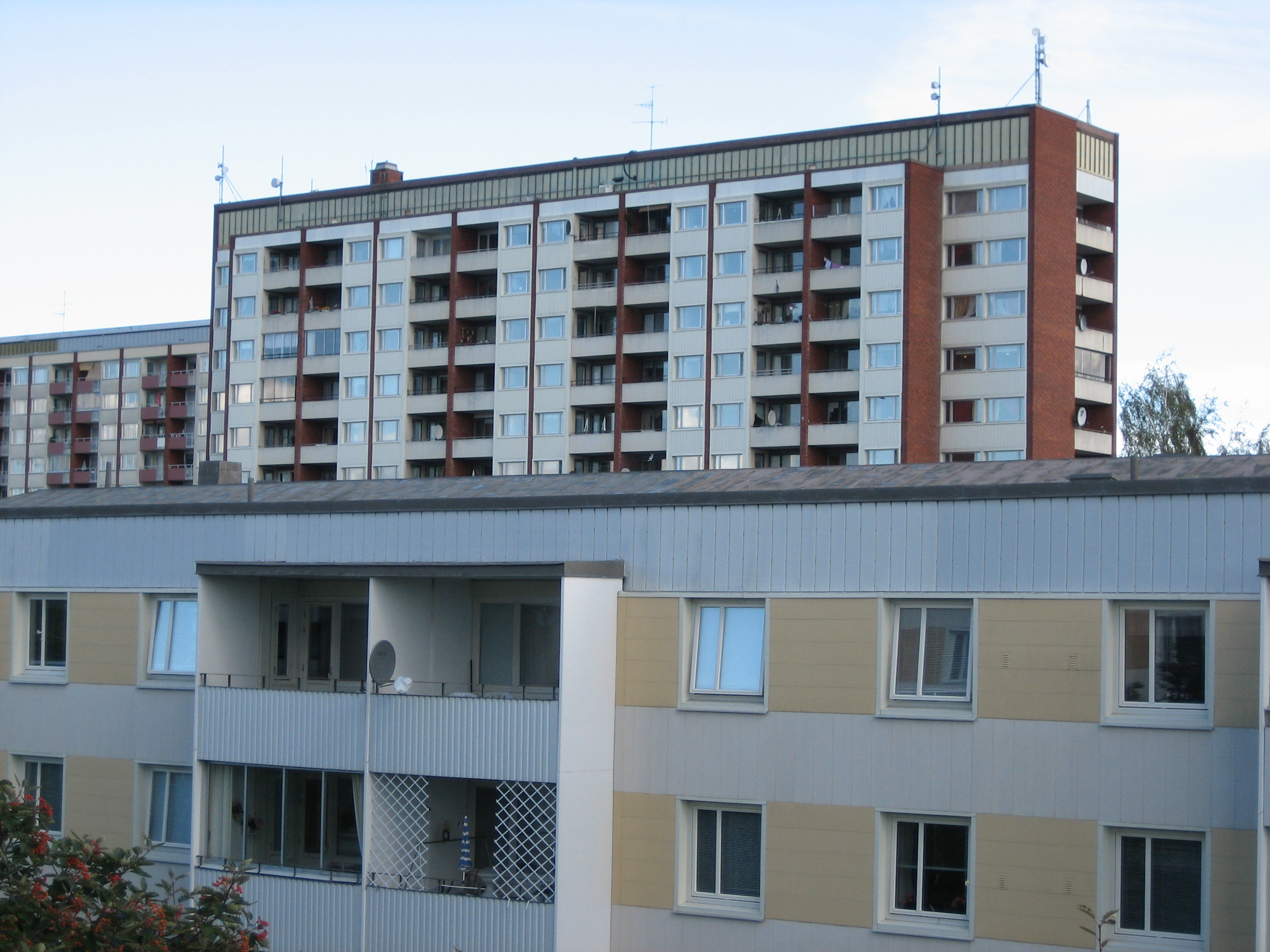
Årby

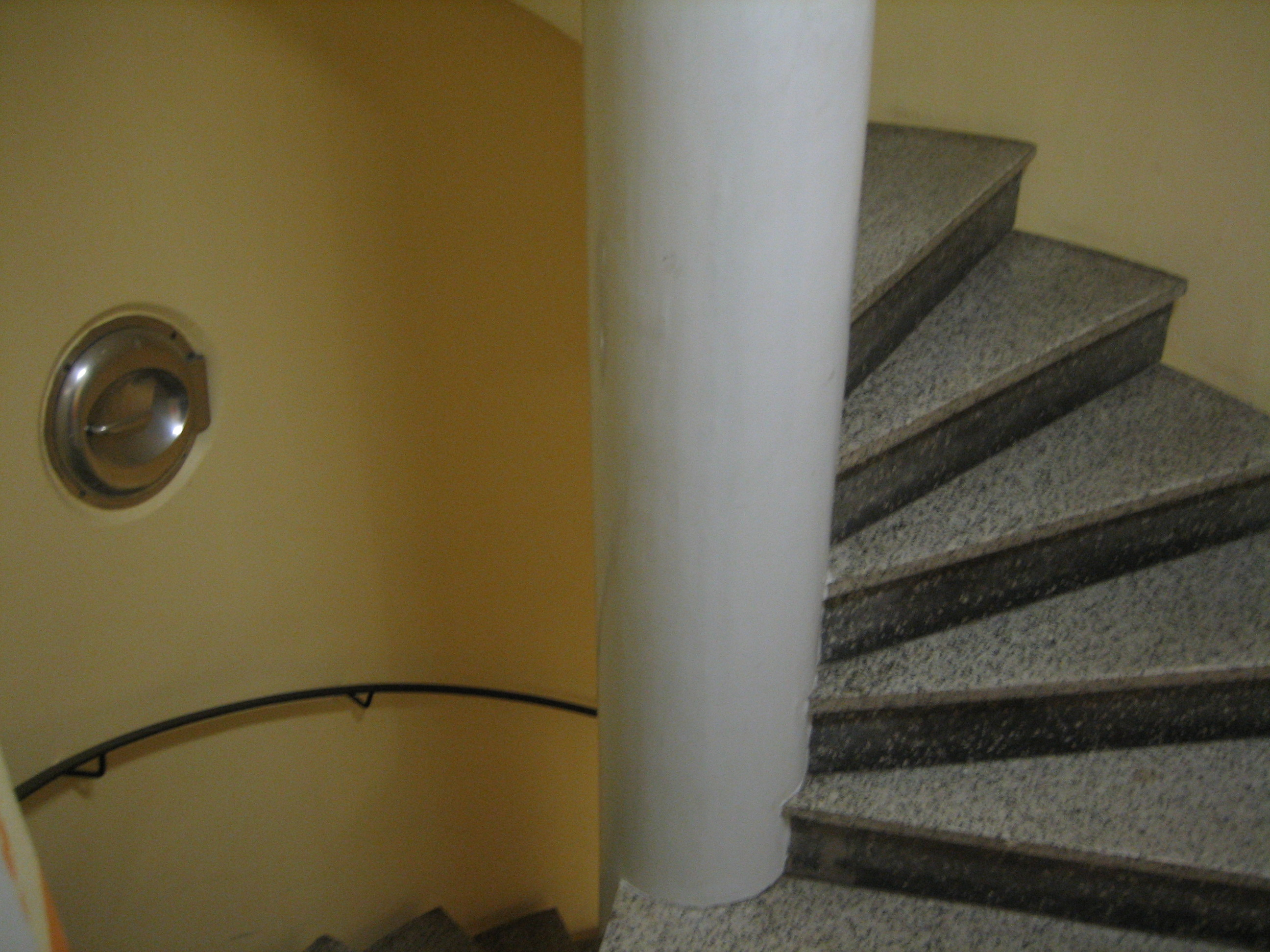
Trapphus i Årby.

Årby är ett bostadsområde i Eskilstuna. Området byggdes i samband med miljonprogrammet under 1960-talet. Bostadsområdet är i huvudsak placerat söder om E20. Norr om motorvägen ligger Årby naturreservat med bland annat ett stort friluftsområde med motionsspår.
I Årby centrum finns en pizzeria, en livsmedelsbutik samt Mötesplats Årby med stadsdelsbibliotek. I området finns två pizzerior samt en obemannad bensinstation.
Mellan bostadsområdet och motorvägen finns Årby IP med sammanlagt nio fotbollsplaner varav fyra 11-mannaplaner. 
Öster om bostadsområdet, på andra sidan Västergatan finns Årbyskolan som är en F-9 skola. Där finns också Idunskolan för elever med autism och utvecklingsstörning.